# Real Love (álbum de Lisa Stansfield)
| Críticas profissionais | Críticas profissionais |
| Avaliações da crítica  | Avaliações da crítica  |
| Fonte                  | Avaliação              |
| ---------------------- | ---------------------- |
| allmusic               | [ 1 ]                  |

Real Love é o segundo álbum solo da cantora inglesa Lisa Stansfield. Lançado em 1991, não teve o mesmo desempenho do álbum anterior, seja em relação a repercussão dos singles lançados ou em relação às vendas, uma vez que Real Love vendeu metade do aclamado Affection de 1989.
O álbum deu origem a uma turnê, que foi lançada em VHS e LD,ambos chamados Real Life.
Em 2003 o álbum foi remasterizado e foram incluídas mais 3 faixas.

## Faixas
1. Change - 5:39
2. Real Love - 5:01
3. Set Your Loving Free - 5:03
4. I Will Be Waiting - 5:03
5. All Woman - 5:17
6. Soul Deep - 4:11
7. Make Love to Ya - 4:54
8. Time to Make You Mine - 4:58
9. Symptoms of Loneliness & Heartache - 4:43
10. It's Got to Be Real - 5:17
11. First Joy - 4:25
12. Tenderly - 3:20
13. A Little More Love - 4:34
14. When You're Gone - 4:08*
15. Everything Will Get Better - 5:00*
16. Change [Frankie Knuckles Remix] - 6:30*

* Faixas bônus da versão remasterizada de 2003.

## Vendagem
| País           | Posição | Vendas      | Certificação |
| -------------- | ------- | ----------- | ------------ |
| Canadá         | 10      | 50,000      | 1× Ouro      |
| Reino Unido    | 3       | 600,000     | 2× Platina   |
| Estados Unidos | 6       | 500,000+    | 1× Platina   |
| Alemanha       | 13      | 250,000     | 1× Ouro      |
| Mundo          | -       | 2.5 milhões | -            |